# 吴城杯殖吸虫
吴城杯殖吸虫（学名：Calicophoron wuchengensis）为同盘科杯殖属的动物。在中国大陆，分布于江西等地，营寄生生活，宿主水牛以及寄生于馏胃。该物种的模式产地在江西。